# Kaleido Star: Nuevas Alas, Magnífico Escenario
Kaleido Star: New Wings Extra Stage (カレイドスター 新たなる翼－EXTRA STAGE－ Kaleido Star: Nuevas Alas, Magnífico Escenario?) también traducido como La increíble princesa que no sonreía. Es la 1ª OVA del anime Kaleido Star. Trata de Rosetta, y de lo que pasa después de la “técnica angelical” realizada por Sora. A Rosetta se le ha dado la tarea, por parte de Mia, de lograr el personaje de una princesa que no podía sonreír, ella cree lograrlo por su experiencia pasada, pero no logra el papel, lo cual hace cuestionarse su talento en el Kaleido Stage.

## Argumento
Se ve en una nueva producción en las obras que sigue el Kaleido Stage del éxito con el Lago de los Cisnes, trata de una historia acerca de una joven princesa que no está en condiciones de sonreír y un Jester de ella que es la esperanza de traer de nuevo su sonrisa. La idea de la producción llegó a Mia de una pintura que presentaba un personaje  muy similar a Rosetta y un Jester en el fondo, que es sorprendente igual a Fool (el espíritu que sólo puede verse si son muy talentosos estudiantes). 
Rosetta se le asigna el papel principal como la princesa. Lamentablemente, a pesar de la experiencia de su ser, capaz de comprender plenamente el papel ya que ella misma nunca tuvo una sonrisa cuando ella llegó por primera vez al Kaleido Stage, tiene dificultades para actuar y deja los ensayos a mitad de camino, frustrada. Rosetta se ve incapaz de realizar el papel, y escapa al no poder ver más a Fool. Sora y los demás se enteran de su partida y salen a buscarla, mientras tanto Rosetta está en una parada de autobús, en la cual en una telaraña encuentra la máscara de Fool (la cual se había perdido cuando Sora anteriormente agarró a Fool y lo saco volando), al tocar la máscara, Rosetta puede ver que esta alberga los recuerdos de Sora, May, Layla y otras personas que han tenido sueños importantes y han podido ver a Fool. En ese momento aparecen Sora y los demás, y Rosetta le cuenta a esta que volvió a ver a Fool.
La OVA termina cuando Sora y Rosetta salen a escena para hacer la presentación.